# Sveučilište u Kragujevcu
Sveučilište u Kragujevcu (srpski: Универзитет у Крагујевцу / Univerzitet u Kragujevcu) je javno sveučilište sa sjedištem u Kragujevcu u Srbiji. Najstarije je i najveće sveučilište u široj statističkoj regiji Šumadije i zapadne Srbije. Današnje sveučilište nastalo je 1976. godine spajanjem gradskih fakulteta, no njegova povijest seže dalje u prošlost još u vrijeme osnivanja Liceja Kneževine Srbije, prve visokoškolske ustanove u modernoj Srbiji, osnovane ukazom kneza Miloša Obrenovića 1. srpnja 1838. godine u Kragujevcu kao tadašnjem glavnom gradu.
Modernom sveučilištu prethodilo je osnivanje odjela Ekonomskog i Strojarskog fakulteta Beogradskog sveučilišta krajem 1960-ih godina. 1976. godine osnovano je Sveučilište u Kragujevcu, koje je tada obuhvaćalo Ekonomski, Strojarski, Pravni, Prirodoslovno-matematički i Pedagoško-tehnički fakultet te dva znanstvena instituta: Institut za strna žita i Institut za voćarstvo i vinogradarstvo.

## Povijest
Sveučilište u Kragujevcu utemeljeno je na temeljima Liceja Kneževine Srbije. Licej je bila prva visokoobrazovna ustanova u Srbiji, osnovana ukazom kneza Miloša Obrenovića 1. srpnja 1838. godine. Kada je Beograd postao glavni grad Kneževine Srbije, većina ministarstava, zajedno s licejem, preseljena je u novi glavni grad 1863. godine gdje 1905. prerasta u Sveučilište u Beogradu.
Tijekom 1960-ih u Kragujevcu se pojavljuju prve suvremene visokoškolske ustanove, što je dovelo do osnutka Sveučilišta "Svetozar Marković" 21. svibnja 1976. godine, koje danas nosi naziv Sveučilište u Kragujevcu. U početku je obuhvaćalo pet fakulteta (strojarski, ekonomski, pravni, prirodoslovno-matematički i medicinski), Višu strojarsku školu u Kraljevu te dva znanstvena instituta: Institut za strna žita u Kragujevcu i Institut za voćarstvo u Čačku.